# Hirth HM 501
L'Hirth HM 501 era un motore aeronautico sei cilindri in linea rovesciato e raffreddato ad aria sviluppato dall'azienda tedesca Hirth Motoren GmbH agli inizi degli anni quaranta.
Caratterizzato dagli spazi ridotti e da soluzioni tecniche atte ad ottimizzarlo per il funzionamento in ambiente salmastro, venne sviluppato per equipaggiare il velivolo leggero da ricognizione marittima Arado Ar 231.

## Velivoli utilizzatori
Germania
- Arado Ar 231